# Black Grape
I Black Grape sono un gruppo britannico formato a Manchester nel 1990 da membri degli Happy Mondays e degli Ruthless Rap Assassins.

## Storia
Il gruppo venne formato dagli ex membri degli Happy Mondays Shaun Ryder e Mark "Bez" Berry, insieme ai rapper Carl "Psycho" McCarthy e Paul Leveridge "Kermit", al batterista Jed Lynch, questi ultimi componenti dei Ruthless Rap Assassins, ed al chitarrista Wags. Nel 1995 pubblicarono il primo album It's Great When You're Straight... Yeah per la Radioactive Records e nel 1997 il secondo  Stupid Stupid Stupid.

## Formazione
- Shaun Ryder - voce
- Mark "Bez" Berry - maracas
- Jed Lynch - batteria
- Wags - chitarra[3]
- Carl "Psycho" McCarthy - voce
- Paul Leveridge "Kermit" - voce

## Discografia

### Album
- 1995 - It's Great When You're Straight... Yeah
- 1997 - Stupid Stupid Stupid
- 2017 - "Pop Voodoo"
- 2024 - Orange Head

### Singoli
- 1995 - Reverend Black Grape
- 1995 - In the Name of the Father
- 1995 - Kelly's Heroes
- 1996 - Fat Neck
- 1996 - England's Irie
- 1997 - Get Higher
- 1998 - Marbles